# نهر رافان
نهر رافان (بالإنجليزية: Ravan River)‏ هو نهر في لينينغراد أوبلاست في روسيا، وهو نهر رافد أيمن نهر تيغودا.
ينبع هذا النهر ويبدأ من بحيرة أوتليزينو ويبلغ طوله 76 كيلومتر.